# Chiesa di Notre-Dame-du-Travail (Parigi)

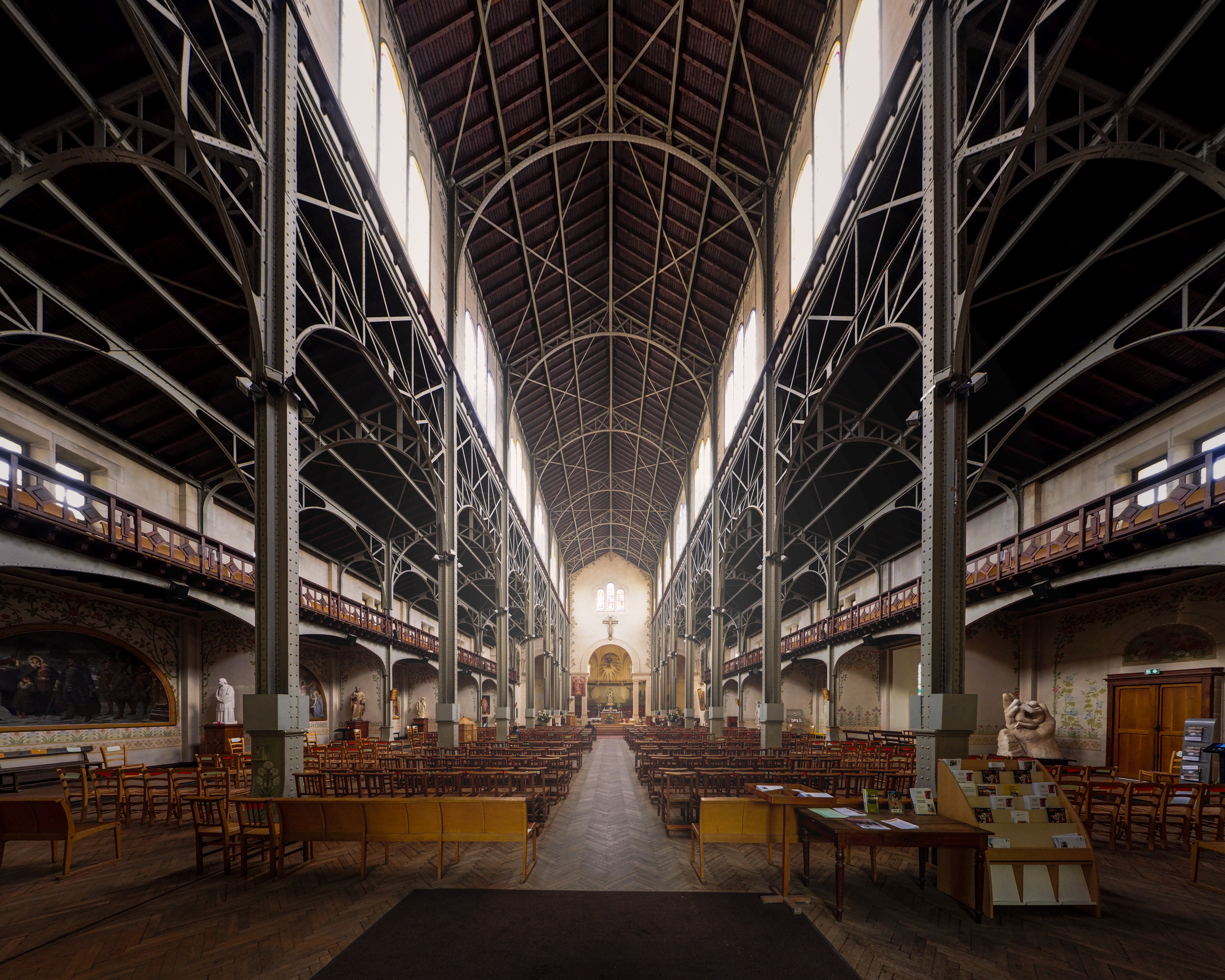
Interno

La chiesa di Nostra Signora del Lavoro (in francese: église Notre-Dame-du-Travail) è un luogo di culto cattolico di Parigi, sito in rue Vercingétorix, nel XIV arrondissement.
È sede dell'omonima parrocchia, retta dal clero secolare dell'arcidiocesi di Parigi. Si trova nei pressi della stazione di Pernety, sulla linea 13 della metropolitana di Parigi.

## Storia e descrizione
Nel 1897 il presbitero cattolico Roger Soulange-Bodin promosse nel quartiere di Plaisance, nel XIV arrondissement, la costruzione di una nuova chiesa, in sostituzione di quella già esistente dell'Assunta, che si stava rivelando insufficiente per accogliere il crescente numero di fedeli; tale edificio fu inoltre concepito dal suo fondatore come un luogo di aggregazione per i lavoratori di tutte le classi sociali che sarebbero venuti a Parigi per l'Esposizione universale del 1900 (da ciò fu derivata la sua titolazione). Il progetto venne stilato da Jules-Godefroy Astruc, il quale ideò un'innovativa armatura metallica con capriate in putrelle visibili. I lavori furono completati nel 1902. Dall'antica chiesa venne trasferita presso la nuova una campana, prelevata da Sebastopoli a seguito dell'assedio della città durante la 
guerra di Crimea, e donata nel 1866 da Napoleone III..
Il 15 luglio 1976 con due decreti furono protetti quali monumenti storici rispettivamente l'interno della chiesa, e facciate e coperture. Il 5 luglio 2016 la classificazione è stata estesa all'intero edificio.
La via Crucis è costituita da quattordici stazioni in legno scolpite a bassorilievo, la cui numerazione viene implicitamente suggerita dal numero di figure (oltre a Gesù) raffigurate in ciascun quadro, in ordine decrescente (dalle quattordici della prima stazione, alla totale assenza delle stesse nell'ultima).
Sulla cantoria in controfacciata si trova l'organo a canne, realizzato nel 1990-1991 da Théodore Haerpfer in sostituzione di uno della ditta Mutin-Cavaillé-Coll dotato di 19 registri su due manuali e pedale. Lo strumento ha 34 registri reali ed è dotato di due consolle: quella a finestra, a trasmissione meccanica, ha due tastiere e pedaliera; quella mobile a pavimento, a trasmissione elettronica, ha tre tastiere e pedaliera ed è predisposta per numerosi altri registri, finora mai installati.